# كردوس (الرقة)
كردوس قرية سورية تتبع ناحية مركز الرقة في منطقة مركز الرقة في محافظة الرقة. بلغ عدد سكانها 158 نسمة في عام 2004 حسب إحصاء المكتب المركزي للإحصاء.